# Сан Педро (Њу Мексико)
Сан Педро (енгл. San Pedro) насељено је место без административног статуса у америчкој савезној држави Њу Мексико.

## Демографија
По попису из 2010. године број становника је 184.
| Група             | 2000.    | 2010.       |
| Белци             | 0 (0,0%) | 159 (86,4%) |
| Афроамериканци    | 0 (0,0%) | 3 (1,6%)    |
| Азијати           | 0 (0,0%) | 3 (1,6%)    |
| Хиспаноамериканци | 0 (0,0%) | 16 (8,7%)   |
| Укупно            | 0        | 184         |